# Malleidae
Famille
Les Malleidae forment une famille de mollusques bivalves de l'ordre des Pterioida.

## Liste des genres
Selon BioLib (5 décembre 2016) :
- sous-famille Isognomoninae Woodring, 1925
  - genre Crenatula Lamarck, 1803
  - genre Isognomon Solander in Lightfoot, 1786
- sous-famille Malleinae Lamarck, 1818
  - genre Malleus Lamarck, 1799
  - genre Neoaviculovulsa Okutani & Kusakari, 1987
  - genre Vulsella Rading, 1798
- sous-famille Pulvinitinae L. Stephenson, 1941
  - genre Pulvinites

Selon World Register of Marine Species (20 octobre 2019) :
- genre Eligmus  Eudes-Deslongchamps, 1856 †
- genre Malleus Lamarck, 1799
- genre Neoaviculovulsa Okutani & Kusakari, 1987

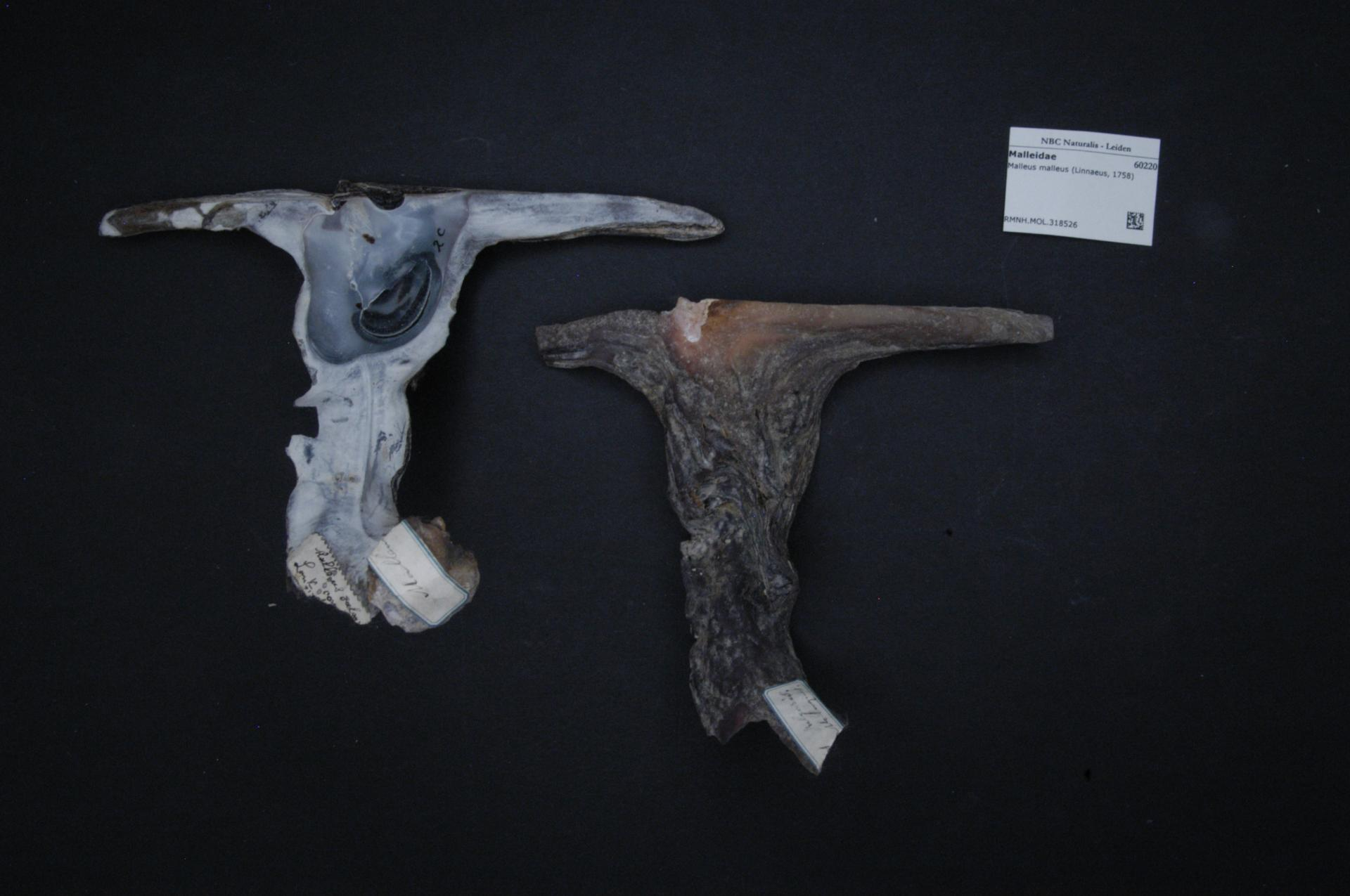
Malleus malleus
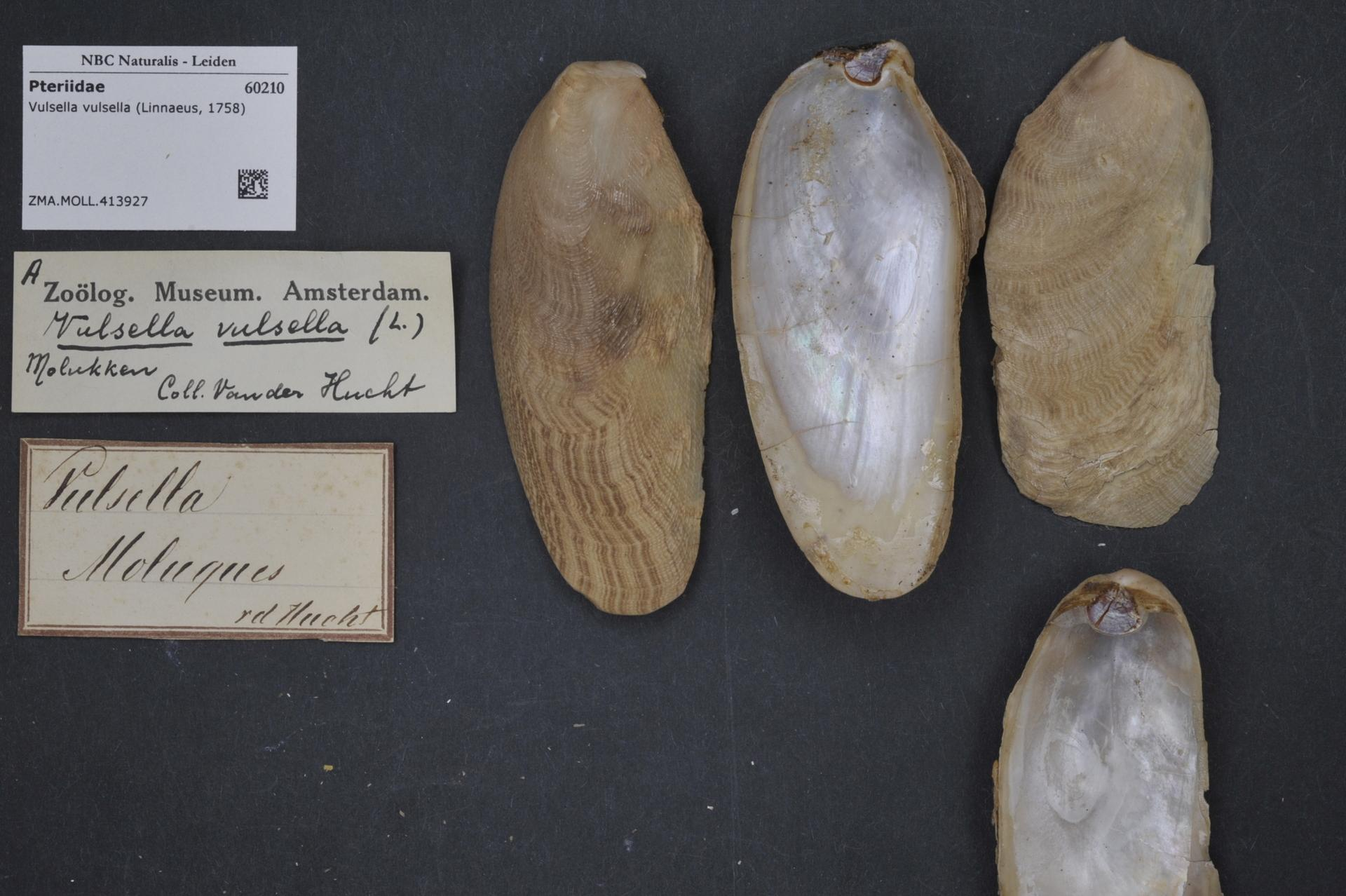
Vulsella vulsella